# Wiener Hinrichtungsstätten
Die Wiener Hinrichtungsstätten, auf denen zur Abschreckung der Bevölkerung die Todesurteile und andere Strafen öffentlich vollstreckt wurden, wechselten immer wieder ihren Standort.

## Zivilpersonen
- Am Tabor (Alter Tabor, heute 20., Gaußplatz)

Hinrichtungen durch Ertränken auf der Brücke
- Gänseweide (heute 3., Weißgerberlände)

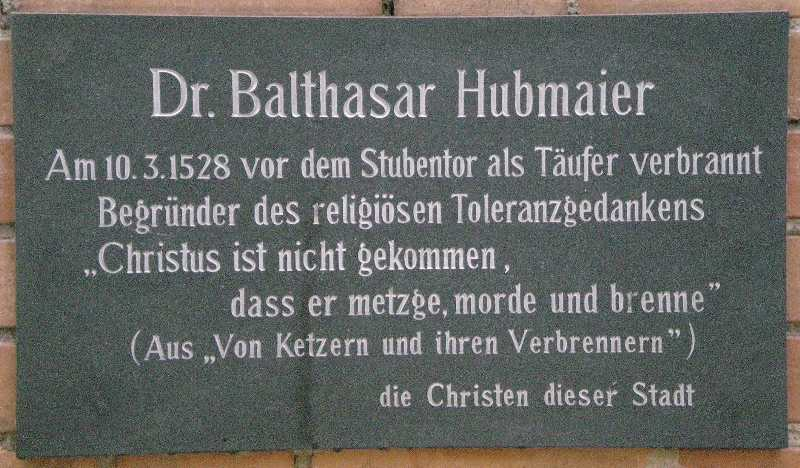
Gedenktafel für Balthasar Hubmaier

Hinrichtungen meist durch Verbrennen
1420 ließ Erzherzog Albrecht V. ungefähr 200 Juden anlässlich der Judenvertreibung aus Wien verbrennen. Offiziell begründet wurde dies mit einer Hostienschändung. 1528 wurde Balthasar Hubmaier als sogenannter Wiedertäufer und 1583 Elisabeth Plainacher als Hexe (einzige Hexenverbrennung in Wien) verbrannt.
Hingerichtet durch Köpfen und anschließendes Verbrennen wurden hier auch Sodomiten, etwa  im Jahr 1661 ein Schneider aus Traiskirchen, Caspar Tauber 1524 wegen Ketzerei oder 1672 ein Mann aus dem Waldviertel. Dieser teilte sein Schicksal mit seinem Pferd.
Die Art der Hinrichtung durch Verbrennen wurde von Kaiser Karl VI. 1733 abgeschafft.
- Am Hof, heute 1. Bezirk, 15. und 16. Jahrhundert

Hinrichtung von Bürgermeister Wolfgang Holzer mit einigen seiner Anhänger durch Vierteilen, 1463
Hinrichtung von Ferdinand Graf Hardegg, 1595
Hinrichtung einiger Bauernführer, 1597
- Schweinemarkt (heute 1., Lobkowitzplatz)

Hinrichtungen durch Hängen
Zum Beispiel am 11. Juli 1408 der Bürgermeister Konrad Vorlauf und die Ratsherren Hans Rockh und Konrad Ramperstorffer, eine andere Quelle spricht von Köpfen. Die Mönche des Augustinerklosters fühlten sich durch den Lärm der Schaulustigen in ihrer Andacht gestört.
- der Rabenstein (bei 9., Schlickplatz)[1]

Hinrichtungsstätte Rabenstein in der zweiten Hälfte des 18. Jahrhunderts

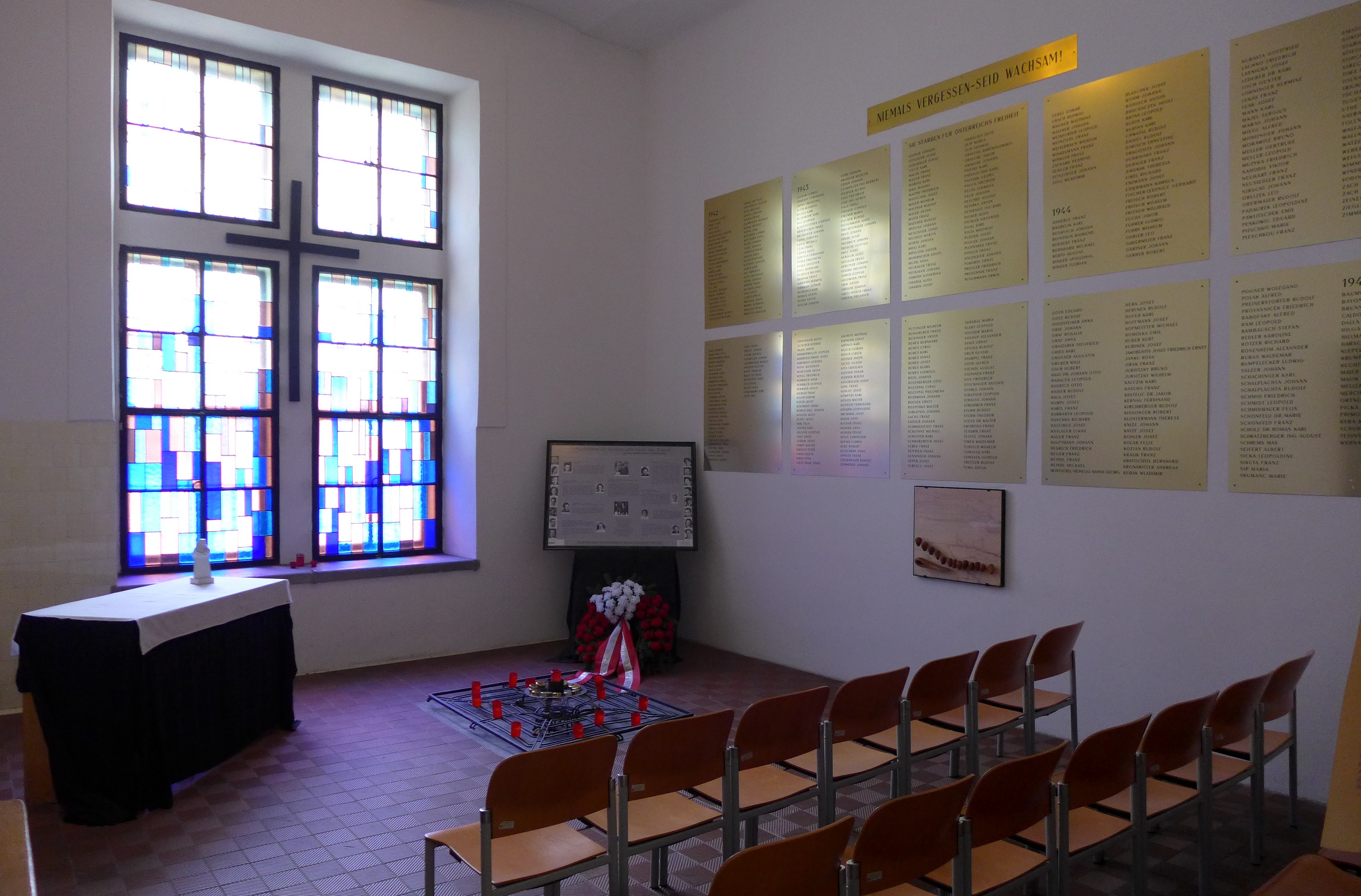
Landesgericht für Strafsachen Wien, frühere Hinrichtungsstätte, heute Weiheraum (Gedenkstätte)

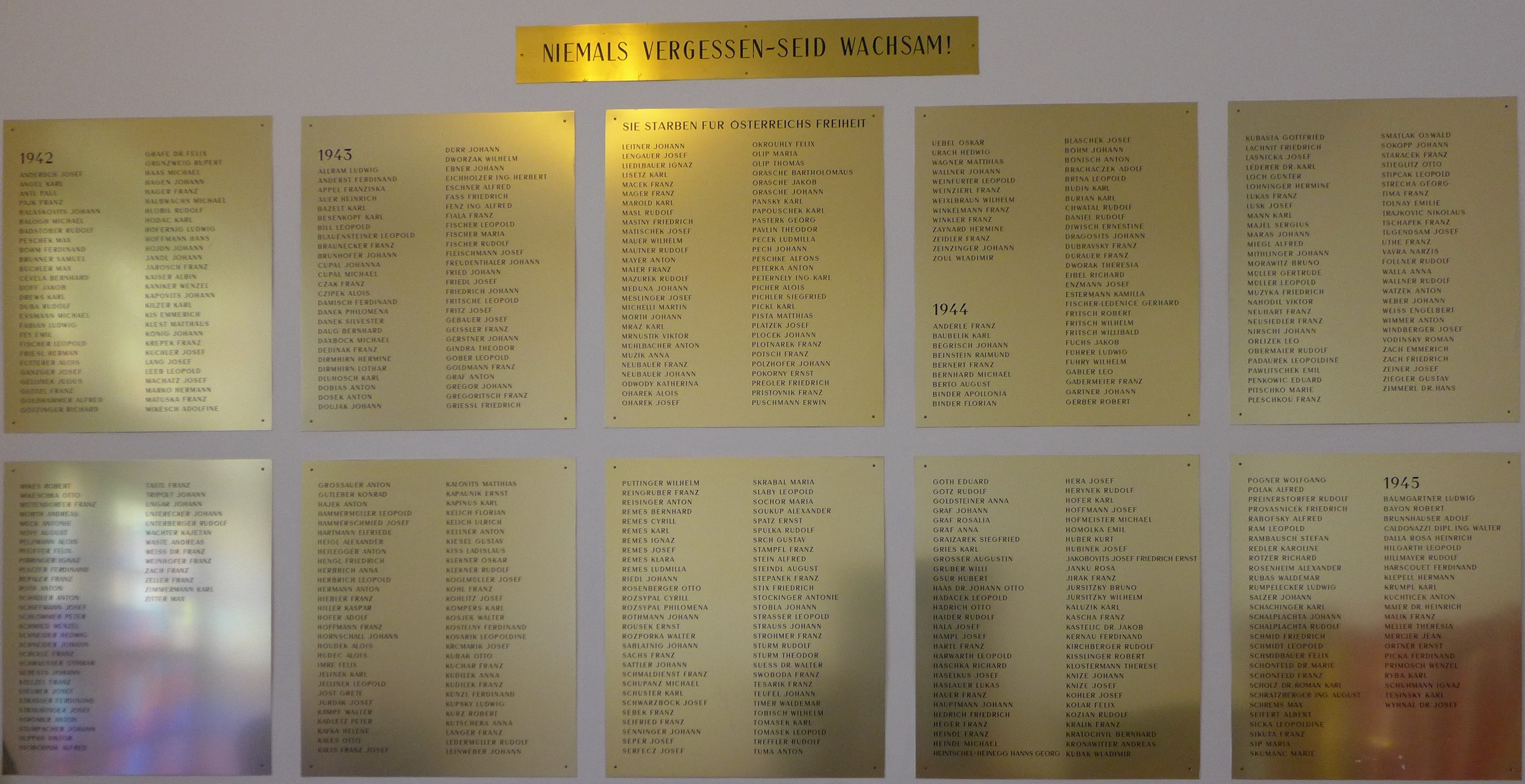
Landesgericht für Strafsachen Wien, Weiheraum: Gedenktafeln für 650 an diesem Ort während der NS-Zeit hingerichtete Widerstandskämpfer

Hinrichtungen meist durch Hängen und Rädern, aber auch durch das Schwert.
Erste urkundliche Erwähnungen stammen aus den Jahren 1311 und 1488.
Am 23. März 1747 wurde auf Befehl von Maria Theresia der Galgen vom Wienerberg hierher in die Rossau versetzt. Sie wollte ihn und vor allem die dort hängenden Leichname bei ihren Fahrten nach Laxenburg nicht sehen.
Nachdem Kaiser Joseph II. die Todesstrafe abgeschafft hatte, begann man am 25. August 1786 mit dem Abbruch der aus Stein errichteten Hinrichtungsplattform, jedoch erst, nach dem man wenige Monate zuvor Franz von Zahlheim gerädert hatte. Später wurde der Galgen aber wieder aufgerichtet, denn 1818 wurde hier der berühmt-berüchtigte Räuberhauptmann Johann Georg Grasel hingerichtet.
Er verblieb hier bis 1804, dann wurde er auf Drängen der Bewohner der Rossau wieder auf den Wienerberg zur Spinnerin am Kreuz versetzt.
- Wienerberg, heute 10. Bezirk

Hinrichtungen durch Hängen, Verbrennen und Rädern.
Erstmals erwähnt wird die Hinrichtungsstätte am Wienerberg 1311, sie dürfte aber älter sein. Am 23. März 1747 wurde auf Befehl von Maria Theresia der Galgen vom Wienerberg auf den Rabenstein in der Rossau versetzt.
Die erste Hinrichtung nach der Rückversetzung des Galgens erfolgte am 16. Mai 1805. Zwischen 1805 und dem 30. Mai 1868 fanden hier alle öffentlichen Hinrichtungen statt. Ihr letztes Gebet verrichteten die Verurteilten an der Matzleinsdorfer Linienkapelle.
Im Jahr 1708 wurde hier die erste Frau, eine Kindesmörderin, hingerichtet.
- Landesgericht I (8., Landesgerichtsstraße 9A–11)

Hier fanden Hinrichtungen durch Hängen im so genannten „Galgenhof“ statt; die Todesstrafe wurde am Würgegalgen vollzogen.
Die erste Hinrichtung fand am 16. Dezember 1876 hier statt, da seit 1873 keine öffentlichen Hinrichtungen mehr stattfinden durften.
Nach der Wiedereinführung des Todesstrafe 1933 kam es hier bis 1938 zu weiteren Hinrichtungen (siehe Liste), besonders nach den Februarkämpfen und dem Juliputsch, beide 1934.
Zur Zeit der NS-Herrschaft wurden zwischen dem 6. Dezember 1938 und dem 4. April 1945 Hinrichtungen im Gebäude selbst mit dem Fallbeil durchgeführt. Aufzeichnungen des Anstaltsseelsorgers Heinrich Zeder belegen die Enthauptung von 1.184 Männern und Frauen. Am 30. März 1943 wurde Helene Kafka (Schwester Maria Restituta) im Wiener Landesgericht enthauptet. Sie wurde anlässlich des Papstbesuches in Wien im Juni 1998 seliggesprochen.
Am 24. März 1950 wurde im „Galgenhof“ der Raubmörder Johann Trnka gehängt. Es war dies die letzte Vollstreckung der Todesstrafe nach österreichischem Recht.
1967 wurde diese Hinrichtungsstätte in eine Gedenkstätte umgewandelt, deren Besichtigung nach vorangegangener Anmeldung möglich ist.

## Militärpersonen

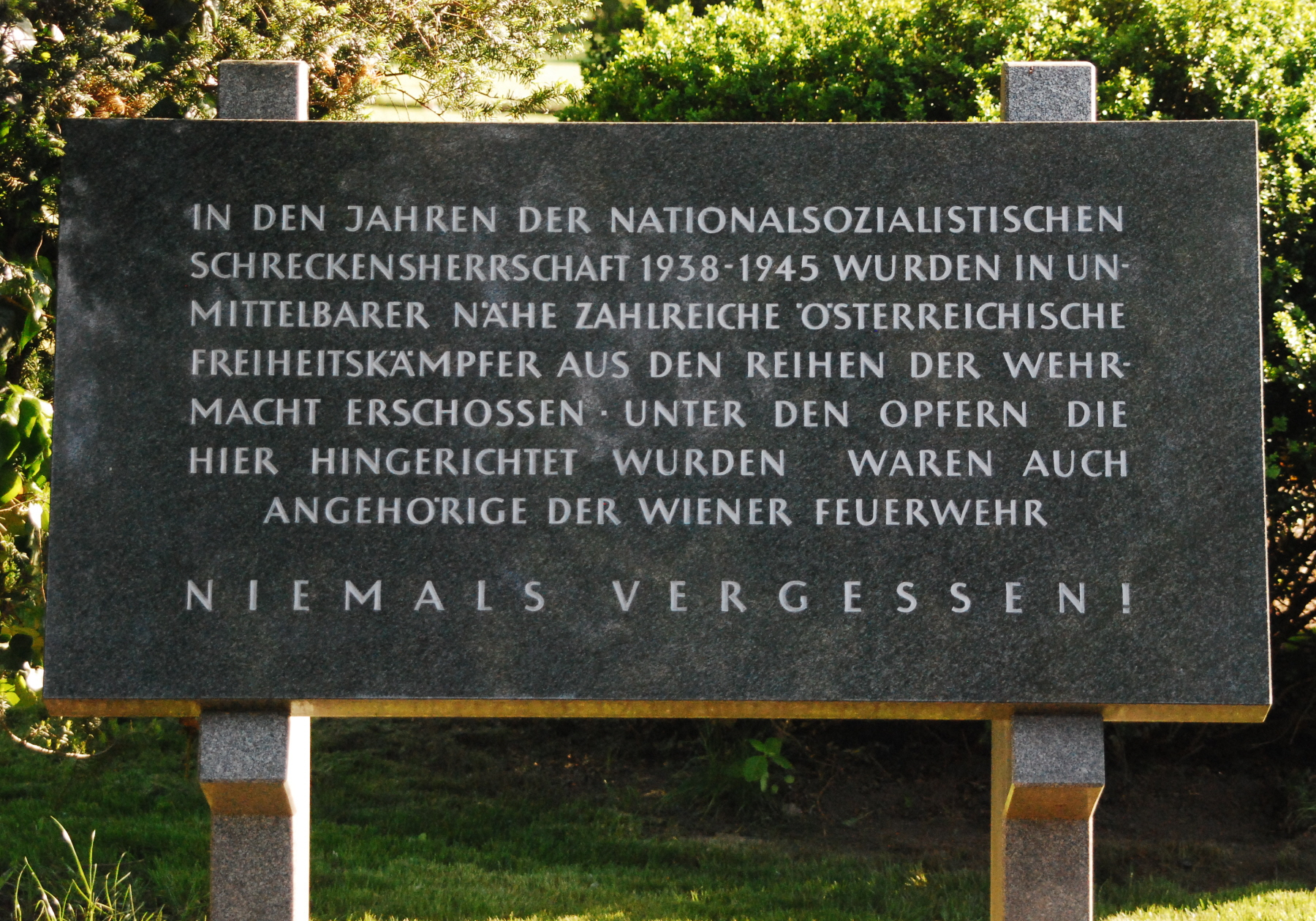
Donaupark – Schießplatz Kagran

- Erdberger Lände

Auf der Erdberger Lände befand sich im 18. Jahrhundert eine Hinrichtungsstätte für Militärpersonen.
- Getreidemarkt

Bis 28. Jänner 1747 befand sich hier auf dem Getreidemarkt ein militärischer Richtplatz, auf dem seit 1702 die Hinrichtungen nur noch durch Erschießen vollstreckt wurden. Hinrichtungen von Militärpersonen durch Hängen wurden danach an die Alser Straße verlegt, wo später das Wiener Landesgericht erbaut wurde.
Am 24. Juni 1809 wurde von den französischen Besatzungssoldaten der Anführer der Wiener Bürgermiliz (Peter Tell, Tischler) und zwei Tage später am 26. Juni 1809 der Bürger und Sattlermeister Jakob Eschenbacher an der Mauer des Jesuitenhofs am Getreidemarkt erschossen. Jakob Eschenbacher hatte zur Besetzung Wiens durch Napoleon zwei Kanonenrohre im Garten seines Hauses vergraben. Zu seinem patriotischen Mut wurde nach ihm 1863 die Eschenbachgasse benannt und eine Gedenktafel an der Stelle seines ehemaligen Wohnhauses in der Favoritenstraße 47 angebracht.
- Schießplatz Kagran

Während der NS-Zeit wurden auf dem ehemaligen Schießplatz Kagran (jetzt Donaupark Wien) zahlreiche Angehörige der deutschen Wehrmacht durch Erschießen hingerichtet, sowie in einer öffentlichen Hinrichtung vor rund 600 Berufskollegen zwei Mitglieder der Berufsfeuerwehr Wien, Hermann Plackholm und Johann Zak. Am 5. November 1984 wurde ein Gedenkstein enthüllt.

## Weitere
Die hier aufgeführten Hinrichtungsstätten waren die im Laufe der Geschichte Wiens wichtigsten.
Außer den hier genannten Orten fanden Hinrichtungen auch am Graben (zum Beispiel 1601 und 1640), Am Hof und in der Ratsstube des alten Rathauses statt (am 30. April 1671 Franz Graf Nádasdy wegen seiner Verwicklung in eine Verschwörung gegen Kaiser Leopold I.).
Standrechtliche Erschießungen nach der Revolution im Jahr 1848 wurden häufig im Stadtgraben durchgeführt. Die Mörder von Kriegsminister Graf Baillet von Latour (er wurde während der Revolution an einer Gaslaterne erhängt) wurden auf dem Glacis vor dem Schottentor im Jahr 1849 hingerichtet.